# Lac du Déserteur (réservoir Gouin)
Pour les articles homonymes, voir Déserteur (homonymie).
Le lac du Déserteur est un plan d'eau douce dans la partie Est du réservoir Gouin (via le lac Déziel (réservoir Gouin)), dans le territoire de la ville de La Tuque, dans la région administrative de la Mauricie, dans la province de Québec, au Canada.
Ce plan d’eau s’étend entièrement dans le canton de Déziel.
Les activités récréotouristiques constituent la principale activité économique du secteur. La foresterie arrive en second.
Diverses routes forestières secondaires desservent les alentours du « Lac du Déserteur » pour accommoder les activités récréotouristiques et la foresterie de la rive Est du réservoir Gouin. Ces routes forestières se connectent à l’Est à la route 450 qui passe à l’Est du "lac du Déserteur" et qui relie vers le Sud le barrage Gouin et le barrage La Loutre.
La surface du « Lac du Déserteur » est habituellement gelée de la mi-novembre à la fin avril, toutefois la circulation sécuritaire sur la glace se fait généralement du début décembre à la fin de mars.

## Géographie
Les bassins versants voisins du « Lac du Déserteur » sont :
- côté nord : lac Wapous, rivière Wapous, ruisseau Barras, baie Verreau, ruisseau Verreau, lac Magnan (réservoir Gouin) ;
- côté est : lac Moose, ruisseau Little, rivière Faguy, lac Faguy, rivière Wabano Ouest ;
- côté sud : lac Pep, lac Brochu (réservoir Gouin), baie Kikendatch ;
- côté ouest : lac Déziel (réservoir Gouin), lac Brochu (réservoir Gouin), lac McSweeney.

D’une longueur de 4,3 km, le « lac du Déserteur » se caractérise comme suit :
- au Nord : une zone de marais s’étendant sur 6,2 km jusqu’au lac Wapous, que traverse vers le Sud la rivière Wapous ;
- au Nord-Est  : un ensemble de montagnes dont un sommet atteint 532 m) à 0,9 km de la rive ; un autre de 588 m) à 3,9 km de la rive ; un autre de 597 m) à 2,5 km de la rive ;
- au côté Sud-Est : une montagne (sommet de 625 m) à 1,5 km de la rive ;
- au côté Ouest : une presqu’île s’étirant vers le Nord sur 5,8 km et séparant le lac Déziel et le "lac du Déserteur" ; cette presqu’île (rattachée à une grande île) comporte un sommet de montagne (de 481 m) à 0,6 km de la rive ;
- au côté Sud : un plan d'eau de 4,3 km drainant le Lac Pep.

L’embouchure du « Lac du Déserteur » est située sur la rive Est à :
- 4,5 km au Nord-Est de l’embouchure du lac Déziel (réservoir Gouin) ;
- 44,0 km à l’Est du centre du village de Obedjiwan ;
- 31,3 km au Nord-Est du barrage Gouin ;
- 85,4 km au Nord-Ouest du centre du village de Wemotaci (rive Nord de la rivière Saint-Maurice) ;
- 173 km au Nord-Ouest du centre-ville de La Tuque ;
- 282 km au Nord-Ouest de l’embouchure de la rivière Saint-Maurice (confluence avec le fleuve Saint-Laurent à Trois-Rivières)[1].

À partir de l’embouchure du « Lac du Déserteur », le courant coule sur :
- 4,9 km vers le Sud-Ouest en traversant le lac Déziel (réservoir Gouin) ;
- 38,0 km jusqu’au barrage Gouin, en traversant la partie Sud-Est du lac Brochu (réservoir Gouin) et la baie Kikendatch. À partir de ce barrage, le courant emprunte la rivière Saint-Maurice jusqu’à Trois-Rivières.

## Toponymie
Le toponyme Lac Du Déserteur a été officialisé le 5 décembre 1968 par la Commission de toponymie du Québec, soit à la création de cette commission.